# Illes Hoorn
Illes Hoorn o Illes Futuna (en  francès: Îles Horn o îles Futuna). Constitueixen un dels dos grups de illes que es troben geogràficament a la col·lectivitat d'ultramar francesa (col·lectivitat d'outre-mer, o COM) de Wallis i Futuna a l'Oceà Pacífic.
Aquest nom va ser donat pels mariners holandesos Willem Schouten i Jacob Le Maire, els primers europeus que van visitar el lloc al maig de 1616, l'expedició va partir de Hoorn. Un dels dos vaixells de l'expedició també va ser anomenat Hoorn. De fet avui dia, per al nom de l'arxipèlag se sol agafar el nom de la seva illa principal, Futuna.

## Geografia
La superfície total de l'arxipèlag és de 115 km² i segons el cens de 2003, tenia 4873 persones.
Geogràficament, es tracta de dues illes:
- Futuna (al nord-oest) (83 km², amb 4871 habitants)
- Alofi (al sud-est) (32 km², amb 2 habitants)

Administrativament, les illes Hoorn abasten dues de les tres direccions 'reals' de Wallis i Futuna:
- Tu`a (Alo): part oriental de l'illa de Futuna i l'illa de Alofi (zona composta per 85 km², amb 2.993 habitants)
- Sigave (Singave): que ocupa una terç occidental de l'illa de Futuna (30 km², amb 1.880 habitants)

L'arxipèlag s'anomena en francès  Îles Horn (com en el cas del Cap Hoorn, que té el mateix origen), a causa del nom del port holandès de Hoorn.

## Història

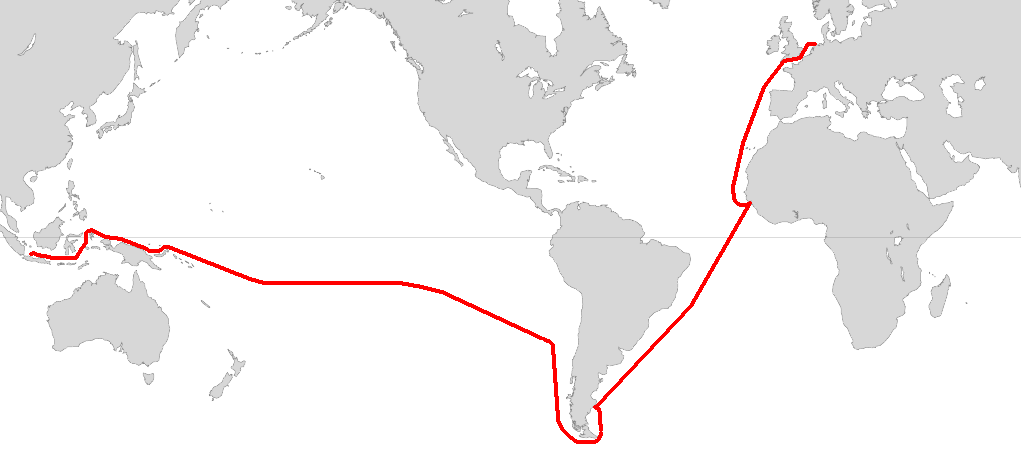
Ruta del viatge de 1615–16

Les illes de Futuna i Alofi foren posades als mapes europeus per Willem Schouten i Jacob Le Maire durant la seva circumnavegació del globus amb el vaixell Eendracht el 1616. Després d'haver vingut de Niuafoʻ ou, sobtadament canviaren el seu curs d'oest al nord-oest i ensopegaren amb les dues illes. Les anomenaren Hoorn Eylanden, per la ciutat de Hoorn, lloc de naixement de Schouten, transformada en Horne en francès i anglès. Com que havien après de les seves primeres experiències, van començar amb una demostració de força als nadius que se'ls aproximaren, i en resultà un intercanvi pacífic de cocos, nyame i porcs a canvi de claus de ferro, cereals i ganivets. Hi van trobar una badia bonica, un port natural al llarg de la costa sud-oest de Futuna, a la que anomenaren Eendrachts baai (badia de la Unitat). Potser és l'Anse de Sigave, vora Leava. Van baixar a terra a buscar aigua i es van reunir amb el rei, que va dir als seus súbdits que els seus convidats no havien de ser pertorbats per petits furts. D'aquesta manera amable els neerlandesos van ser capaços de mantenir les seves reserves. Pocs dies després, el rei de l'altra illa, Alofi, els va venir a visitar amb 300 homes. Els dos reis van ser molt cortesos l'un a l'altre, i es van preparar una gran festa amb una cerimònia kava i un ʻ umu. Schouten i LeMaire probablement foren els primers testimonis europeus d'aquestes cerimònies, i la descripció que van donar encara perviu en la tradició local.
Sense ser molestats per robatoris i hostilitats, Schouten i Lemaire va tenir l'oportunitat d'estudiar Futuna d'una forma una mica més acurada que les Niuas (no van anar a Alofi). Però la seva descripció dels illencs no és afalagadora. Malgrat que lloaren els homes per ser ben proporcionats, van trobar les dones lletges, malaltisses amb els pits penjant dels seus ventres com carteres buides. Tots anaven despullats i copulaven en públic, fins i tot davant del seu rei venerat.